# Sistema pitot-statico

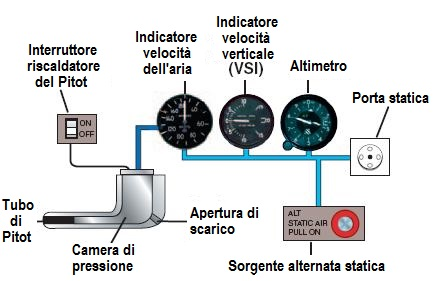
Schema di un sistema pitot-statico

Un sistema pitot-statico è un sistema di strumenti sensibili alla pressione che viene spesso utilizzato in aeronautica per determinare la velocità di un aereo, il numero di Mach, l'altitudine, e velocità variometrica. Tale sistema è generalmente costituito da un tubo di Pitot, da una presa statica e da alcuni strumenti di misurazione. Questa apparecchiatura è utilizzata per misurare le forze che agiscono su un velivolo in funzione della temperatura, della densità, della pressione e delle viscosità del fluido in cui si trova.
Altri strumenti che possono essere collegati a tale dispositivo sono: l'air data computer, il flight data recorder, il codificatore di altitudine e i dispositivi per il controllo della pressurizzazione in cabina. Errori nella lettura dei dati forniti da questo sistema possono essere estremamente pericolosi, in quanto i dati ottenuti tramite il sistema pitot-statico, come l'altitudine, sono spesso fondamentali per la sicurezza di un volo. Diversi disastri aerei commerciali sono stati causati da un guasto di questo sistema.

## Pressione pitot-statico

Esempio di un tubo di Pitot, di un tubo statico e di un tubo pitot-statico.

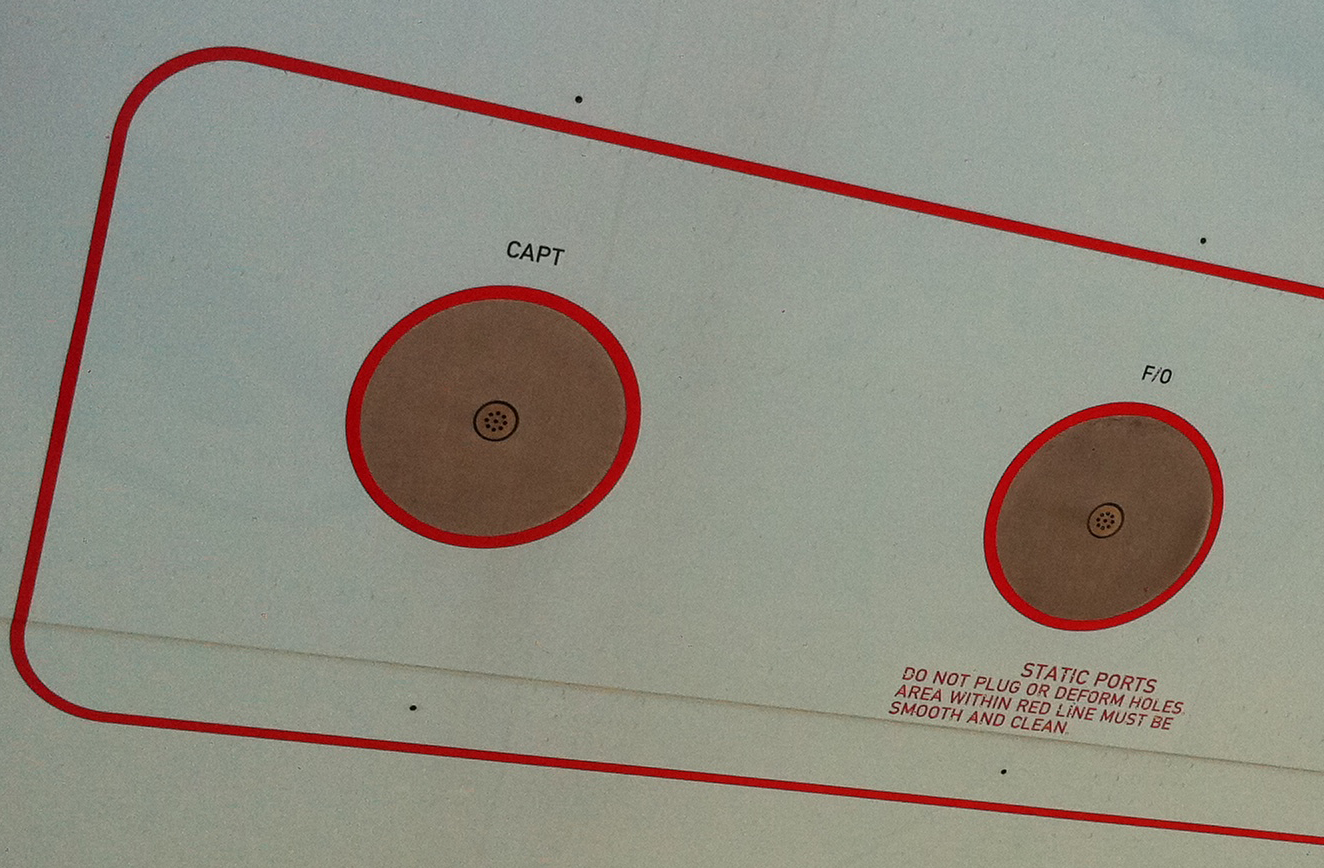
Prese statiche montate su un aereo passeggeri Airbus A330.

Il sistema pitot-statico utilizza il principio del gradiente di pressione dell'aria. Funziona misurando pressioni o differenze di pressione, e utilizzando questi valori è in grado di determinare la velocità e l'altitudine. Tali pressioni sono misurate dalla presa statica (pressione statica) e dal tubo di Pitot (pressione di Pitot). La pressione statica è utilizzata in tutte le misurazioni, mentre la pressione di Pitot viene utilizzata solo per determinare la velocità.

### Pressione di pitot
La pressione di Pitot è ottenuta dal tubo di Pitot. Essa è una misura della pressione dinamica dell'aria (la pressione d'aria creata dal movimento del velivolo/aeromobile) a cui è sommata la pressione statica (ovvero la pressione atmosferica alla quota considerata). In condizioni ideali è uguale alla pressione totale. Il tubo di Pitot si trova più spesso sulla parte anteriore o sull'ala di un aeromobile, rivolto in avanti, in cui l'apertura è esposta al flusso d'aria relativo. Collocando il tubo di Pitot in una tale posizione, la misurazione della pressione ram (la pressione esercitata su un corpo che si muove all'interno di un fluido) dell'aria è più accurata, in quanto meno soggetta a flussi aerodinamici dovuti alla struttura del velivolo. Quando la velocità aumenta anche la pressione ram dell'aria aumenta influendo sui valori indicati dall'anemometro.

### Pressione statica
La pressione statica è ottenuta attraverso una presa statica che frequentemente è realizzata tramite un foro ad incasso nella fusoliera di un aeromobile ed è collocata in modo che il flusso d'aria a cui accede sia in una zona relativamente indisturbata. Alcuni aeromobili possono avere una sola presa statica, mentre altri possono averne più di una. Nei casi in cui le prese statiche siano più di una, esse sono solitamente situate su ciascun lato della fusoliera. In questo modo può essere rilevata una pressione media, che si traduce in letture più accurate in specifiche situazioni di volo. Una porta statica alternativa può essere posizionata all'interno della cabina dell'aeromobile, come backup nel caso che quelle esterne risultino bloccate. Un tubo di Pitot-statico integra efficacemente le porte statiche nella sonda di Pitot. Esso comprende un secondo tubo (o tubi) coassiale con fori per il campionamento della pressione sui lati della sonda, fuori dal flusso d'aria diretto, in modo da misurare la pressione statica. Quando l'aeromobile sale di altitudine, la pressione statica diminuisce di conseguenza.

### Pressione multipla
Alcuni sistemi Pitot-statico incorporano singole sonde che contengono più porte per la trasmissione di pressione, che consentono il rilevamento della pressione dell'aria, l'angolo di incidenza e di derapata. A seconda del modello, tali sensori aerodinamici possono essere realizzati con 5 o 7 fori che costituiscono sensori aerodinamici. Tecniche di rilevamento della pressione differenziale possono essere utilizzate per calcolare l'angolo di attacco e l'angolo di derapata.

## Strumentazione pitot-statico

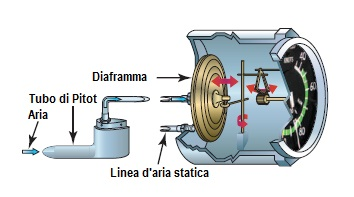
Diagramma schematico di un anemometro: sono visibili le entrate del tubo di Pitot e della presa statica.

Il sistema pitot-statico permette di ottenere le pressioni utili per far funzionare alcune strumentazioni di bordo degli aeromobili. Sebbene le spiegazioni che seguiranno illustrano gli strumenti meccanici tradizionali, molti aerei moderni utilizzano un sistema computerizzato per calcolare velocità, rateo di salita, altitudine e numero di Mach. In alcuni aerei due sistemi computerizzati ricevono la pressione statica e totale da tubi di Pitot e prese statiche indipendenti e il computer di controllo del volo confronta tali risultati per determinare se vi siano discrepanze. Vi sono anche strumenti in stand-by che offrono ridondanza nel caso che vi siano problemi con gli strumenti principali.

### Anemometro
L'anemometro è collegato sia al tubo di Pitot che alla presa statica. La differenza tra la pressione di Pitot e la pressione statica è chiamata pressione dinamica. Maggiore è la pressione dinamica, maggiore è la velocità che viene rilevata. Un tradizionale anemometro meccanico contiene un diaframma meccanico collegato al tubo di Pitot. L'alloggiamento intorno al diaframma è ermetico e viene scaricato dalla presa statica. Più alta è la velocità, maggiore è la pressione ram, maggiore è la pressione sul diaframma e, di conseguenza, maggiore è il movimento dell'ago collegato al diaframma.

### Altimetro

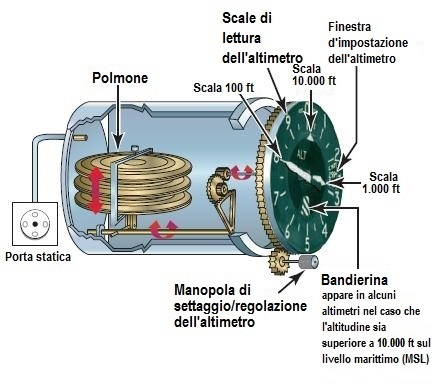
Schema di un altimetro

L'altimetro a pressione, noto anche come altimetro barometrico, viene utilizzato per determinare le variazioni di pressione dell'aria che si verificano in seguito ai cambiamenti di altitudine del velivolo. Gli altimetri devono essere calibrati prima del volo per registrare la pressione sul livello del mare. L'involucro dello strumento dell'altimetro è ermetico ed ha uno sfiato collegato alla presa statica. All'interno dello strumento vi è un barometro aneroide sigillato. Quando la pressione diminuisce, il barometro interno si espande e tramite un sistema meccanico, viene visualizzata una data altitudine. Al contrario, quando la pressione aumenta, vengono indicate altitudini più basse.

### Machmetro
Gli aerei progettati per volare in regime transonico o supersonico possiedono un machmetro. Tale strumento viene utilizzato per misurare il rapporto tra la velocità reale del velivolo e la velocità del suono. Gli aerei supersonici hanno un limite riguardo al numero di Mach in cui sono in grado di volare, che è conosciuto come "limite di Mach". Il numero di Mach viene visualizzato come frazione decimale.

### Indicatore di velocità verticale

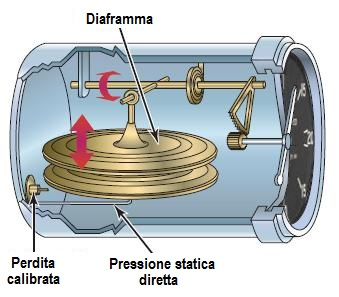
Un variometro

Il variometro, noto anche come indicatore di velocità verticale è lo strumento associato al sistema Pitot-statico che permette di determinare se un aereo è in volo livellato. La velocità verticale indica specificamente la velocità di salita o la velocità di discesa, che viene misurata in piedi al minuto o metri al secondo. La velocità verticale è misurata attraverso un collegamento meccanico con un diaframma collocato all'interno dello strumento. La zona circostante al diaframma viene scaricata alla presa statica attraverso una perdita calibrata. Quando l'aeromobile inizia ad aumentare di altitudine, il diaframma inizierà a contrarsi ad una velocità maggiore di quella della perdita calibrata, portando l'ago a mostrare una velocità verticale positiva. Al contrario, quando l'aereo è in discesa viene mostrata una velocità verticale negativa. La fuga calibrata varia da modello a modello, ma il tempo medio per il diaframma per equalizzare la pressione è compreso tra i 6 e i 9 secondi.

## Errori del sistema pitot-statico
Vi sono diverse situazioni che possono influenzare la precisione degli strumenti che dipendono dal sistema pitot-statico. Alcune sono dovute ad avarie del sistema pitot-statico stesso, e possono essere classificate come "anomalie di sistema", mentre altre sono il risultato di prodotti difettosi o altri fattori ambientali che possono essere classificati come "errori intrinseci".

### Malfunzionamenti del sistema

#### Tubo di Pitot ostruito
Un tubo di Pitot ostruito è un problema che interessa solamente l'anemometro. Un tubo di Pitot ostruito provoca la registrazione di un aumento della velocità da parte dell'anemometro quando l'aereo sale di quota, anche se la velocità effettiva è costante. Ciò è causato dalla pressione interna al tubo di Pitot che rimane costante mentre la pressione statica diminuisce all'aumentare della quota. Nella situazione opposta, l'anemometro mostra una diminuzione della velocità quando l'aereo scende. Il tubo di Pitot è suscettibile ad ostruirsi per colpa di ghiaccio, acqua, insetti o altre cause. Per questo motivo, le agenzie per la regolamentazione del volo, come la Federal Aviation Administration statunitense, raccomandano che il tubo di Pitot sia verificato per eventuali ostruzioni prima del volo. Per evitare il congelamento, molti tubi di Pitot sono dotati di un elemento riscaldante. Un tubo di Pitot riscaldato è necessario in tutti gli aeromobili certificati per il volo strumentale.

#### Presa statica ostruita
Una presa statica bloccata è una situazione ancora più grave perché riguarda tutti gli strumenti correlati al sistema Pitot statico. Una delle cause più frequenti di blocco della presa statica è correlata al congelamento della fusoliera.

Una porta statica ostruita provoca il blocco dell'altimetro ad un valore costante, ovvero l'altitudine a cui si trovava al momento del blocco. L'indicatore di velocità verticale sarà bloccato sullo zero e non potrà mutare. L'anemometro si comporterà in modo contrario rispetto all'ostruzione del tubo di Pitot, cioè leggerà un valore di velocità inferiore al reale durante le fasi di salita dell'aeromobile e una velocità superiore durante le fasi di discesa. Nella maggior parte dei velivoli con cabine non pressurizzate, è disponibile una presa statica alternativa che può essere attivata dall'interno della cabina di pilotaggio del velivolo.

### Errori intrinseci
Gli errori intrinseci possono rientrare in diverse categorie, ognuna delle quali può interessare diversi strumenti. 
- Gli errori di densità incidono su strumenti di misurazione della velocità e dell'altitudine. Questo tipo di errore è causato da variazioni della pressione e della temperatura atmosferica.
- Può esserci un errore di compressibilità legato al fatto che la pressione d'impatto causa la compressione dell'aria nel tubo di Pitot. All'altitudine corrispondente alla pressione standard a livello del mare, la curva di calibrazione tiene correttamente conto della compressione e quindi non vi è alcun errore di compressibilità. A quote più elevate la compressione non viene calcolata correttamente e causa una lettura superiore alla velocità equivalente. Una correzione può essere ottenuta tramite un grafico. L'errore di compressibilità diventa significativo ad altitudini superiori ai 3.000 m e a velocità superiori a 370 km/h.
- L'isteresi è un errore causato dalle proprietà meccaniche delle capsule aneroidi situate all'interno degli strumenti. Queste capsule, utilizzate per determinare le differenze di pressione, hanno proprietà fisiche che tendono a resistere al cambiamento e a mantenere una forma data, anche quando le forze esterne sono cambiate.
- Gli errori di inversione sono causati da una falsa lettura della pressione statica. Questa falsa lettura può essere dovuta ad abnormi variazioni di assetto di un aereo. Un movimento elevato di beccheggio causerà una momentanea visualizzazione dei valori nella direzione opposta, collegata al tempo di risposta degli strumenti. Gli errori di inversione colpiscono principalmente gli altimetri e gli indicatori di velocità verticali.[6]

#### Errori di posizione
Un'altra classe di errori intrinseci è quella degli errori di posizione. Un errore di posizione si verifica quando la pressione statica del velivolo è diversa dalla reale pressione atmosferica in cui si trova il velivolo. Questo errore è causato dall'aria che fluisce oltre la porta statica ad una velocità diversa dalla velocità vera del velivolo. Errori di posizione possono dar luogo a errori positivi o negativi, a seconda dei fattori che li causano. Questi fattori includono velocità, angolo di attacco, peso dell'aereo, accelerazione, configurazione del velivolo e, nel caso di elicotteri, del flusso discendente.
Gli errori di posizione si possono classificare come "errori fissi " o "errori variabili". Gli errori fissi sono definiti come errori che sono specifici di un particolare modello di aeromobile. Gli errori variabili sono causati da fattori esterni quali pannelli deformati che ostacolano il flusso dell'aria o particolari situazioni che possono sollecitare eccessivamente l'aeromobile.

## Incidenti aerei correlati al sistema pitot-statico
- 1º dicembre 1974 - Northwest Airlines Flight 6231, un Boeing 727 si è schiantato a nord ovest dell'Aeroporto Internazionale John F. Kennedy durante la salita, in rotta verso l'Aeroporto Internazionale di Buffalo-Niagara a causa del blocco dei tubi di Pitot per ghiaccio atmosferico.
- 6 febbraio 1996 - Volo Birgenair 301 si è schiantato in mare poco dopo il decollo a causa di letture errate dell'anemometro. La causa sospettata è un tubo di Pitot bloccato (tuttavia ciò non è mai stato confermato in quanto il relitto non è mai stato recuperato).[7]
- 2 ottobre, 1996 - Volo AeroPerú 603 si è schiantato a causa dell'ostruzione delle prese statiche. Le porte statiche sul lato sinistro del velivolo erano state tappate mentre l'aereo veniva pulito. Al termine del lavoro di manutenzione, tale nastro non era stato rimosso.[8]
- 23 febbraio 2008 - Il bombardiere B-2 Spirit ebbe un incidente in Guam, causato dall'umidità sui sensori.[9]
- 1º giugno 2009 - L'autorità di sicurezza aerea francese BEA ha affermato che un tubo di Pitot ghiacciato è stato un fattore che ha contribuito allo schianto del volo Air France 447.[10]